# Международный аэропорт имени Ясира Арафата
Международный аэропорт имени Ясира Арафата (араб. مطار ياسر عرفات الدولي‎; ивр. נמל התעופה הבין-לאומי יאסר ערפאת‎; (ИАТА: GZA, ИКАО: LVGZ), также Международный аэропорт Газа, Международный аэропорт Дахания — бывший аэропорт в секторе Газа, был расположен недалеко от египетской границы. Аэропорт открылся 24 ноября 1998 года, но уже 8 октября 2000 года прекратил работу в связи с началом второй интифады. Много лет пребывал в разрушенном состоянии после ударов израильской авиации и последующего разграбления мародёрами. В 2024 году остатки аэропорта были окончательно разрушены ЦАХАЛ в ходе операции «Железные мечи».

## История
Строительство аэропорта было оговорено Соглашениями Осло-2, при совместном финансировании Японии, Египта, Саудовской Аравии, Испании и Германии. Здание терминала спроектировали марокканские архитекторы на деньги короля Марокко Хассана II по подобию аэропорта Мухаммеда V в Касабланке. Общая стоимость проекта составила 86 миллионов долларов, строительством занималась компания Усама Хасан Аль-Худари. Владельцем аэропорта являлась Палестинская национальная администрация. Торжественное открытие состоялось 24 ноября 1998 года, на церемонии присутствовали Ясир Арафат и президент США Билл Клинтон. Открытие аэропорта представлялось прогрессом в создании палестинского государства. Аэродрому были присвоены коды ИАТА GZA и ИКАО LVGZ. Аэропорт мог работать в круглосуточном режиме в течение всего года, общая пропускная способность составляла до 700 000 пассажиров в год. Присутствие израильтян ограничивалось проверкой документов и багажа.
После начала Интифады Аль-Аксы работа аэропорта была прекращена. Радарная станция и КДП были уничтожены в результате налёта израильских ВВС 4 декабря 2001 года, а 10 января 2002 года израильские бульдозеры частично разрушили ВПП, сделав её непригодной для приёма воздушных судов. После этого единственным аэродромом Газы стал Гуш Катиф (закрыт в 2004 году). В марте 2002 года ИКАО осудила удары, обвинив Израиль в нарушении Монреальской конвенции 1971 года и призвав его восстановить аэропорт. С 2001 по 2006 годы сотрудники продолжали обслуживать здание несмотря на отсутствие взлётно-посадочных операций. После окончательного закрытия аэропорт был полностью разграблен мародёрами.
В подписанном Израилем и Палестинской администрацией Соглашении о передвижении и доступе (2005) стороны признали важность аэропорта Ясира Арафата и согласились продолжить обсуждения по вопросам организации его безопасности, строительства и эксплуатации. Однако, в 2006 году на выборах в Палестинский законодательный совет большинство набрали исламисты из движения ХАМАС, после чего против Палестинской автономии были введены санкции, а диалог с её руководством был прекращён. После организованного ХАМАС государственного переворота в Секторе Газа летом 2007 года санкции были усилены, дальнейшие переговоры, в том числе и о судьбе аэропорта, стали невозможными.
Остатки аэропорта были взорваны ЦАХАЛ 12 мая 2024 года в ходе операции «Железные Мечи».

## Галерея

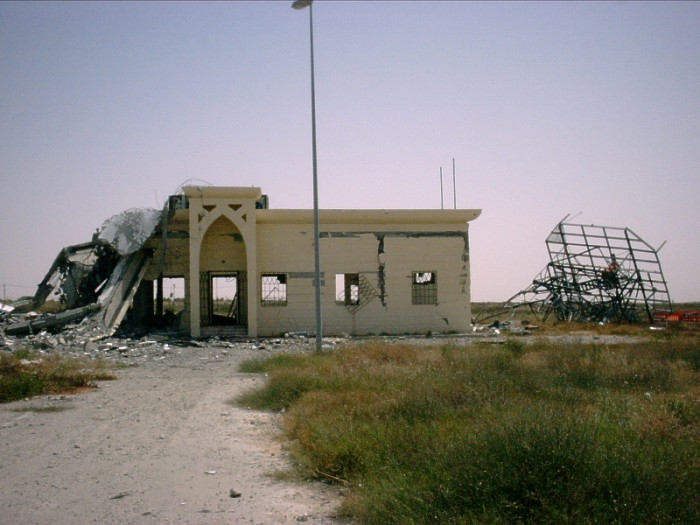
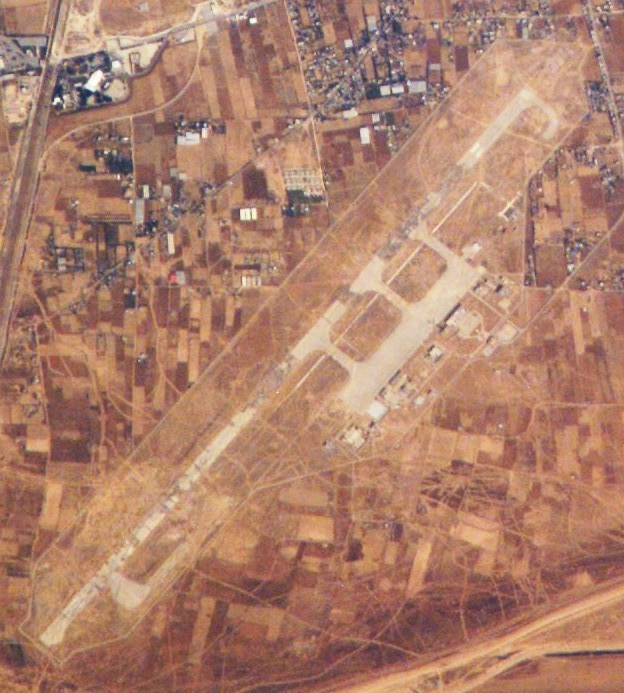
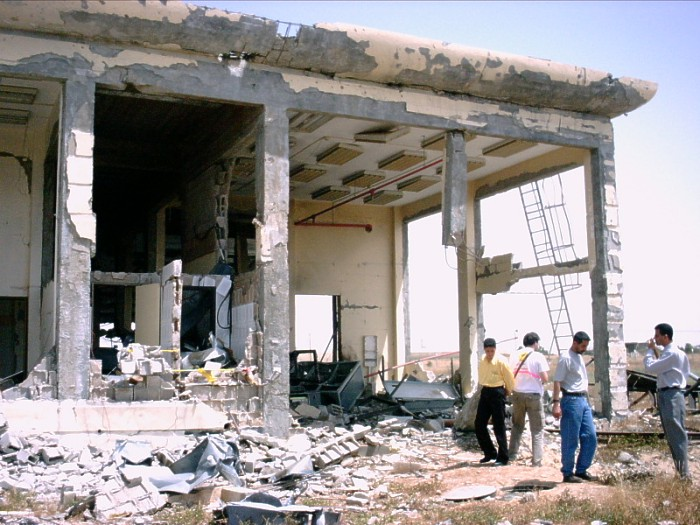